# Temporada 1980-81 de los Denver Nuggets
La temporada 1980-81 fue la quinta de los Denver Nuggets en la NBA, tras la fusión de la liga con la ABA, donde había jugado nueve temporadas. La temporada regular acabó con 37 victorias y 45 derrotas, ocupando el octavo puesto de la conferencia Oeste, no logrando clasificarse para los playoffs.

## Elecciones en elDraft
| Ronda | Puesto | Jugador          | Posición  | Nacionalidad   | Universidad   |
| ----- | ------ | ---------------- | --------- | -------------- | ------------- |
| 1     | 5      | James Ray        | Ala-Pívot | Estados Unidos | Jacksonville  |
| 1     | 23     | Carl Nicks       | Base      | Estados Unidos | Indiana State |
| 2     | 41     | Jawann Oldham    | Pívot     | Estados Unidos | Seattle       |
| 3     | 47     | Kurt Nimphius    | Ala-Pívot | Estados Unidos | Arizona State |
| 3     | 51     | Ronnie Valentine | Ala-Pívot | Estados Unidos | Old Dominion  |

## Temporada regular
| División Medio Oeste | División Medio Oeste | División Medio Oeste | División Medio Oeste | División Medio Oeste | División Medio Oeste | División Medio Oeste | División Medio Oeste | División Medio Oeste |
| Equipo               | G                    | P                    | %                    | PD                   | Casa                 | Fuera                | Div                  |                      |
| -------------------- | -------------------- | -------------------- | -------------------- | -------------------- | -------------------- | -------------------- | -------------------- | -------------------- |
| y-San Antonio Spurs  | 52                   | 30                   | .634                 | –                    | 34–7                 | 18–23                | 21–9                 |                      |
| x-Kansas City Kings  | 40                   | 42                   | .488                 | 12.0                 | 24–17                | 16–25                | 19–11                |                      |
| x-Houston Rockets    | 40                   | 42                   | .488                 | 12.0                 | 25–16                | 15–26                | 19–11                |                      |
| Denver Nuggets       | 37                   | 45                   | .451                 | 15.0                 | 23–18                | 14–27                | 13–17                |                      |
| Utah Jazz            | 28                   | 54                   | .341                 | 24.0                 | 20–21                | 8–33                 | 13–17                |                      |
| Dallas Mavericks     | 15                   | 67                   | .183                 | 37.0                 | 11–30                | 4–37                 | 5–25                 |                      |

## Estadísticas
| Rk | Jugador          | Edad | P  | PT | MP   | TC  | TCI  | %TC  | T3  | T3I | %T3  | TL  | TLI | %TL  | RO  | RD  | RT  | AS  | RB  | TAP | BP  | FP  | PTS  |
| -- | ---------------- | ---- | -- | -- | ---- | --- | ---- | ---- | --- | --- | ---- | --- | --- | ---- | --- | --- | --- | --- | --- | --- | --- | --- | ---- |
| 1  | Alex English     | 27   | 81 |    | 38.2 | 9.5 | 19.2 | .494 | 0.0 | 0.1 | .600 | 4.8 | 5.7 | .850 | 3.4 | 4.6 | 8.0 | 3.6 | 1.3 | 1.2 | 3.0 | 3.1 | 23.8 |
| 2  | David Thompson   | 26   | 77 |    | 34.0 | 9.5 | 18.8 | .506 | 0.1 | 0.5 | .256 | 6.4 | 8.0 | .795 | 1.4 | 2.3 | 3.7 | 3.0 | 0.7 | 0.8 | 3.2 | 3.0 | 25.5 |
| 3  | Dan Issel        | 32   | 80 |    | 33.0 | 7.7 | 15.3 | .503 | 0.0 | 0.2 | .167 | 6.5 | 8.6 | .759 | 2.9 | 5.6 | 8.5 | 2.0 | 1.0 | 0.7 | 1.6 | 3.1 | 21.9 |
| 4  | Kiki Vandeweghe  | 22   | 51 |    | 27.0 | 4.5 | 10.5 | .426 | 0.0 | 0.1 | .000 | 2.5 | 3.1 | .818 | 1.7 | 3.6 | 5.3 | 1.8 | 0.6 | 0.5 | 1.7 | 2.3 | 11.5 |
| 5  | Dave Robisch     | 31   | 73 |    | 23.9 | 4.0 | 8.8  | .456 | 0.0 | 0.0 |      | 2.3 | 2.9 | .810 | 1.8 | 3.9 | 5.7 | 1.8 | 0.4 | 0.4 | 0.9 | 2.1 | 10.4 |
| 6  | Kenny Higgs      | 26   | 72 |    | 23.5 | 2.9 | 6.6  | .441 | 0.1 | 0.5 | .118 | 1.9 | 2.4 | .814 | 0.3 | 1.7 | 2.0 | 5.7 | 1.4 | 0.1 | 2.3 | 3.4 | 7.8  |
| 7  | Cedrick Hordges  | 24   | 68 |    | 23.5 | 3.3 | 7.1  | .460 | 0.0 | 0.0 | .000 | 1.9 | 2.7 | .699 | 1.8 | 5.0 | 6.7 | 1.5 | 0.5 | 0.3 | 1.8 | 3.3 | 8.4  |
| 8  | John Roche       | 31   | 26 |    | 23.5 | 3.2 | 6.9  | .458 | 0.3 | 1.0 | .333 | 2.2 | 3.0 | .753 | 0.2 | 1.2 | 1.4 | 5.4 | 0.7 | 0.3 | 2.0 | 1.7 | 8.9  |
| 9  | Billy McKinney   | 25   | 49 |    | 23.1 | 4.1 | 8.4  | .493 | 0.0 | 0.2 | .100 | 2.4 | 2.9 | .843 | 0.5 | 1.8 | 2.2 | 4.1 | 1.2 | 0.1 | 1.8 | 2.5 | 10.7 |
| 10 | Kim Hughes       | 28   | 8  |    | 19.9 | 1.4 | 3.1  | .440 | 0.0 | 0.0 |      | 0.1 | 0.3 | .500 | 2.4 | 3.9 | 6.3 | 1.4 | 1.4 | 1.8 | 1.4 | 4.1 | 2.9  |
| 11 | Carl Nicks       | 22   | 27 |    | 18.3 | 2.4 | 5.5  | .436 | 0.0 | 0.0 | .000 | 1.3 | 2.2 | .593 | 0.5 | 1.3 | 1.8 | 3.0 | 1.0 | 0.1 | 2.3 | 1.9 | 6.1  |
| 12 | T.R. Dunn        | 25   | 82 |    | 17.4 | 1.8 | 4.3  | .412 | 0.0 | 0.0 | .000 | 1.0 | 1.5 | .653 | 1.6 | 2.0 | 3.7 | 1.0 | 0.8 | 0.4 | 0.7 | 1.7 | 4.5  |
| 13 | Glen Gondrezick  | 25   | 73 |    | 14.8 | 2.1 | 4.5  | .471 | 0.0 | 0.0 | .000 | 1.5 | 1.9 | .818 | 1.9 | 2.3 | 4.2 | 1.1 | 1.2 | 0.3 | 0.9 | 2.5 | 5.8  |
| 14 | James Ray        | 23   | 18 |    | 8.2  | 0.8 | 2.7  | .306 | 0.0 | 0.1 | .000 | 0.4 | 0.6 | .700 | 0.7 | 1.3 | 2.1 | 0.6 | 0.2 | 0.2 | 0.7 | 1.7 | 2.1  |
| 15 | Jawann Oldham    | 23   | 4  |    | 5.3  | 0.5 | 1.5  | .333 | 0.0 | 0.0 |      | 0.0 | 0.0 |      | 0.8 | 0.5 | 1.3 | 0.0 | 0.0 | 0.5 | 0.5 | 0.8 | 1.0  |
| 16 | Ronnie Valentine | 23   | 24 |    | 5.1  | 1.5 | 4.1  | .378 | 0.0 | 0.1 | .500 | 0.4 | 0.8 | .474 | 0.4 | 0.8 | 1.3 | 0.3 | 0.3 | 0.2 | 0.7 | 1.0 | 3.5  |